# Otto Hemele
Otakar Hemele, dit Otto Hemele, est un footballeur tchécoslovaque né le 22 janvier 1926 à Prague et mort le 31 mai 2001 dans la même ville. Il évoluait au poste d'attaquant.

## Biographie
International, il reçoit 10 sélections en équipe de Tchécoslovaquie de 1948 à 1954. Il fait partie du groupe tchécoslovaque lors de la coupe du monde 1954.

## Carrière
- 1937-1942 :  Radlický AFK
- 1942-1946 :  Slavia Prague
- 1947 :  FC Zbrojovka Brno
- 1947-1948 :  Slavia Prague
- 1948-1950 :  ATK Prague
- 1950-1953 :  Slavia Prague
- 1953-1954 :  ÚDA Prague
- 1955-1959 :  Slavia Prague
- 1959-1965 :  SK Motorlet Prague